# Inspiration4

Tripulação em órbita.

Inspiration4 (estilizado como INSPIRATI④N) foi um voo espacial lançado no dia 16 de setembro de 2021, as 00:02:56 UTC. O voo de três dias de duração foi o primeiro voo orbital somente com pessoas que não fazem parte de uma agência espacial. O voo foi operado pela SpaceX usando um Crew Dragon que já havia voado. O voo foi patrocinado por Jared Isaacman, que voou ao lado de Hayley Arceneaux, Chistopher Sembroski e Sian Proctor.
O voo foi lançado em 16 de setembro de 2021. Inspiration4 foi a primeira missão tripulada desde a missão de manutenção do Telescópio Espacial Hubble em 2009, cujo objetivo não é visitar uma estação espacial.
Apesar de Jared Isaacman dizer que esta foi “a primeira missão orbital totalmente civil” (“world's first all-civilian spaceflight to orbit.”), isto é uma inverdade, pois seguindo a definição de que um “civil” é uma pessoa fora das forças armadas, até o lançamento da Inspiration4 já houve 15 missões do tipo desde a Soyuz TMA-3. O correto seria considerar a Inspiration4 como sendo a primeira missão com uma “tripulação totalmente particular”- ou seja, que não fazem parte de uma agência governamental.

## Tripulação
Como um piloto experiente, qualificado em vários jatos militares, e financiador do voo, Jared Isaacman também foi o comandante. Isaacman comprou dois assentos para o St. Jude Children's Research Hospital. Um foi preenchido por Hayley Arceneaux, 29 anos, empregada da St. Jude e ex paciente de câncer ósseo, agora uma assistente médica no St. Jude Hospital. Outro assento foi rifado numa tentativa de conseguir US$ 200 milhões para o hospital. O quarto tripulante foi escolhido de forma parecida com o Shark Tank. O painel de juízes incluiu Marc Benioff, Stephanie Mehta, Mark Rober e Jon Taffer.
Isaacman e os demais passaram pelo treinamento para astronautas comerciais pela SpaceX, incluindo mecânica orbital, operação em ambiente de microgravidade, teste de estresse, treino de emergência, simulação de missão e aprender tanto sobre o Falcon 9 quanto a Dragon.
| Posição                               | Tripulante           |
| ------------------------------------- | -------------------- |
| Comandante da espaçonave (Liderança)  | Jared Isaacman       |
| Piloto (Prosperidade)                 | Sian Proctor         |
| Oficial Médica (Esperança)            | Hayley Arceneaux     |
| Especialista de missão (Generosidade) | Chistopher Sembroski |

## Nave
A missão usou a Crew Dragon Resilience, que teve seu primeiro voo como parte do SpaceX Crew-1. O adaptador para acoplagem, que geralmente é usado no enganche com a EEI, foi trocado por uma cúpula (DOME).

## Missão
A missão foi lançada em um Falcon 9 Block 5, a partir do LC-39A do Centro Espacial John F. Kennedy. Após orbitarem o planeta, a nave realizou uma amerissagem no Oceano Atlântico. O apogeu foi de 575 km, com uma inclinação de 51,6º. A missão gerou uma demanda de outros voos do tipo pela SpaceX.

## Na cultura popular
No dia 3 de agosto de 2021 a Netflix anunciou uma série documental sobre o voo, Countdown: Inspiration4 Mission to Space [en], com lançamento ocorrido no dia 6 de setembro de 2021.